# منکورع
مِنکورع یا مِنکاورع یا میکرینوس یکی از فرعونهای دودمان چهارم از پادشاهی کهن مصر بود. او سازنده هرم منکورع، سومین و کوچک‌ترین هرم در مجموعه اهرام جیزه، است. منکورع جانشین پدرش خفرع شد. معنای نام او «پاینده همچون روان‌های رع» است.
بعضی مصرشناسان باور بر این دارند که او در میان سال‌های ۲۵۳۲ تا ۲۵۰۳ پیش از میلاد مسیح (۲۸ سال) فرمانروایی می‌کرده. با این حال فهرست تورین این زمان را ۱۸ سال ذکر می‌کند. بسیاری از تندیس‌های او نیمه‌کاره رها شده‌اند که نشان از کوتاهی فرمانروایی او دارد. هرم او در جیزه نیز کوتاهترین هرم از میان اهرام سه‌گانه است.

## خانواده
منکورع پسر خفرع و نوهٔ خوفو بوده است. چاقویی که در معبد-آرامگاه منکورع پیدا شده نام مادر او خع‌مررنبتی یکم را بر خود دارد و نشان می‌دهد که خفرع و شهبانویش، پدر و مادر منکورع بوده‌اند. گمان بر این می‌رود که او حداقل دو همسر داشته:
- شهبانو خع‌مررنبتی دوم دختر خع‌مررنبتی یکم و مادر پسر شاه، خوعن‌رع بوده است. مکان آرامگاه خوعن‌رع در کنار آرامگاه منکورع باستان‌شناسان را بر این باور رسانده که او پسر شاه بوده و مادرش همسر منکورع به‌شمار می‌آمده.[۳]
- شهبانو رِخِت‌رع که دختر شاه خفرع بوده.

## در گفتار هرودوت
بر پایه نوشته‌های هرودوت، منکورع پسر خوفو (در زبان یونانی خئوپس) بوده است که پس از به پادشاهی رسیدن به ترمیم زخم‌های مردم، که برآمده از دوران فرمانروایی ستمکارانه و سخت‌گیرانه خوفو بود، همت گذاشت. هرودوت می‌افزاید که او بدبیاری‌های بسیاری نیز تجربه کرد: تنها خواهرش در جلوی دیدگانش مرد و جسدش را درون تابوتی چوبین به شکل گاو نر قرار دادند. پیشگوی شهر بوتو نیز پیش‌بینی کرده بود که او تنها شش سال فرمانروایی می‌کند، با این حال به دلیل هوش و ذکاوتش توانست برای ۱۲ سال فرمانروایی کند و پیشگویی را باطل سازد.

## نگارخانه

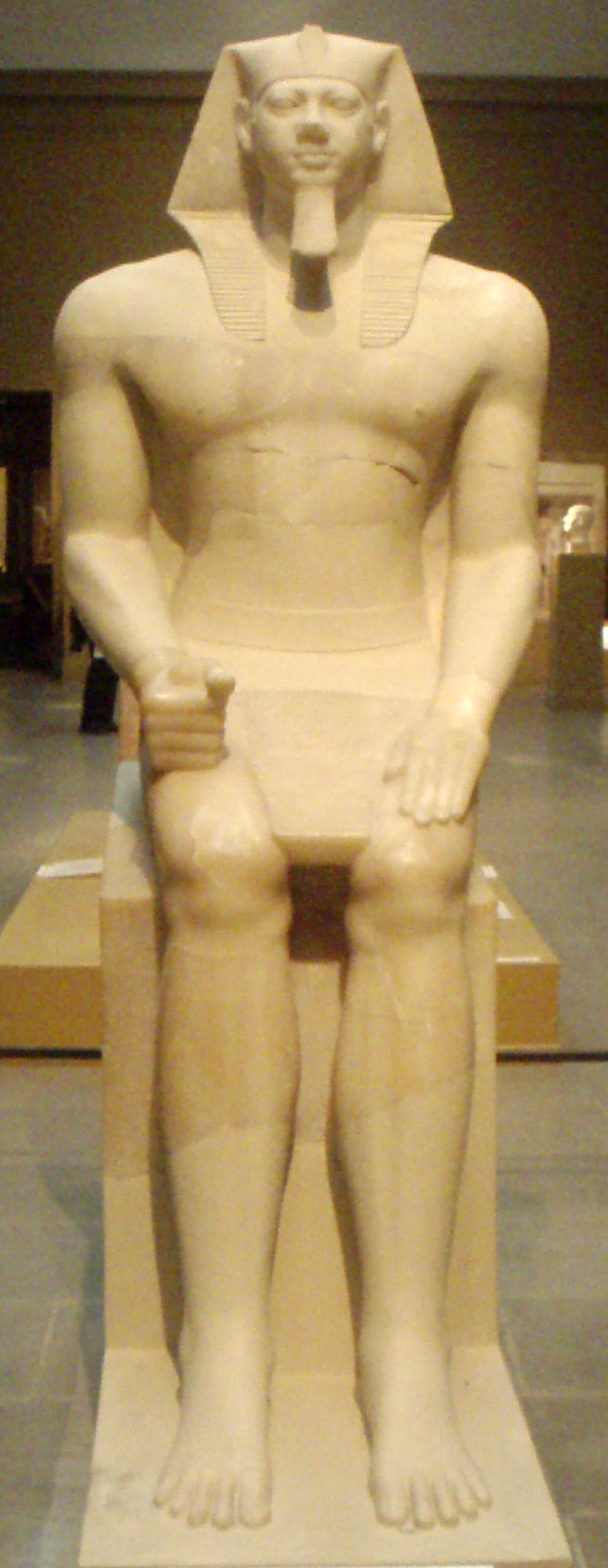
تندیس نشسته منکورع، موزه هنرهای زیبای بوستون
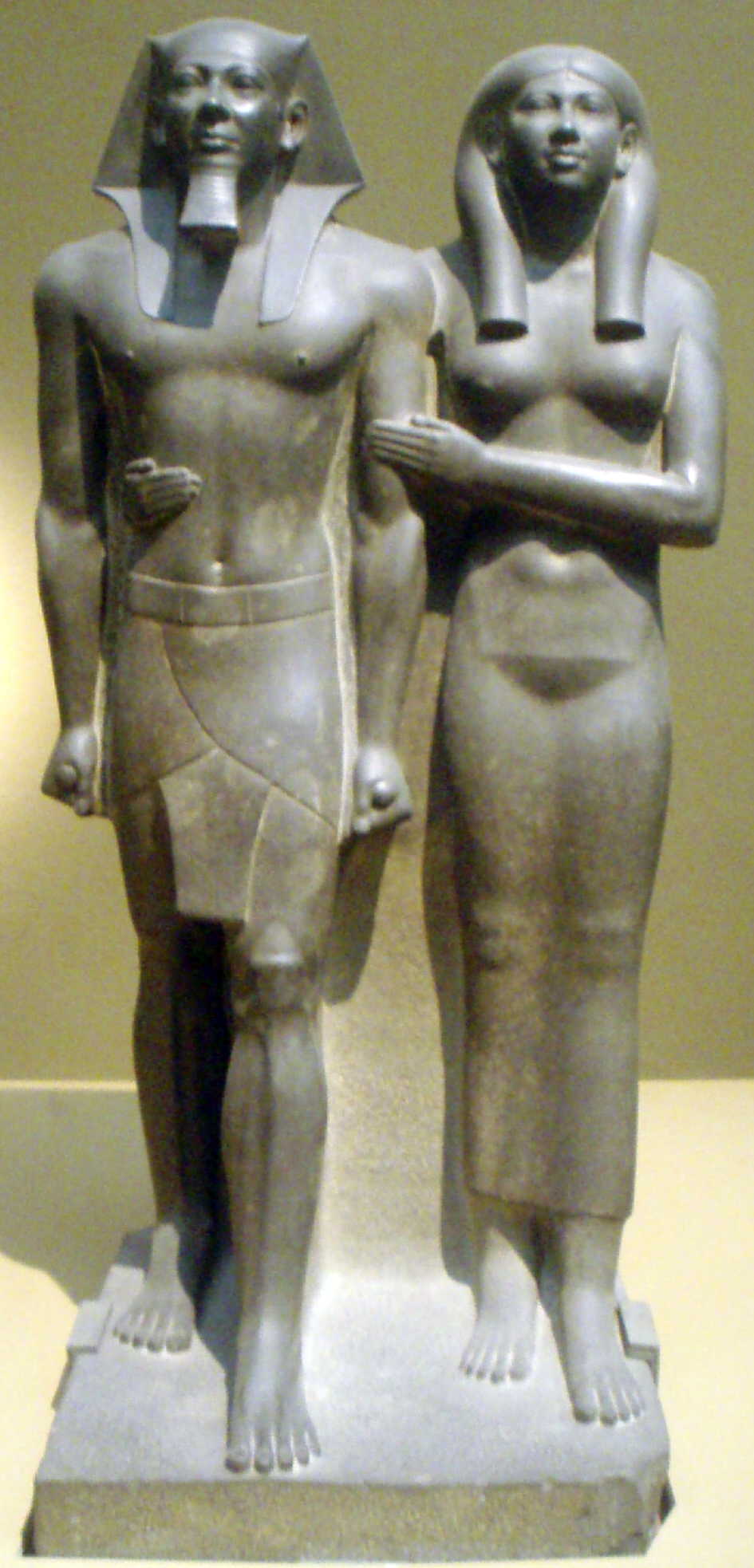
تندیس منکورع به همراه شهبانو، موزه هنرهای زیبای بوستون
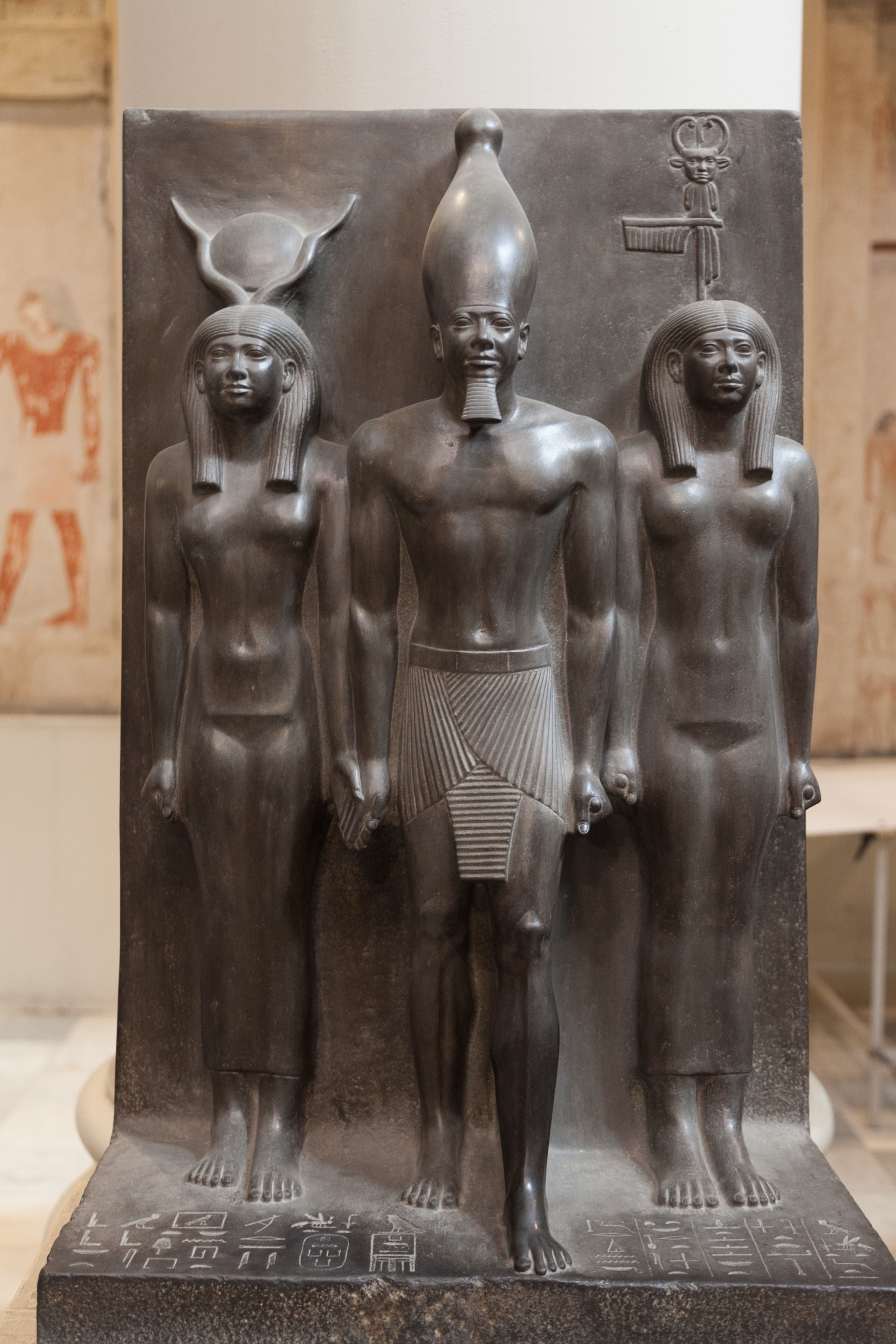
تندیس سه‌گانه‌ای از منکورع به همراه ایزدبانوی هاثور (در راست) و مجسم شدهٔ ایزدبانوی بات، سنگ بازالت، موزه مصر
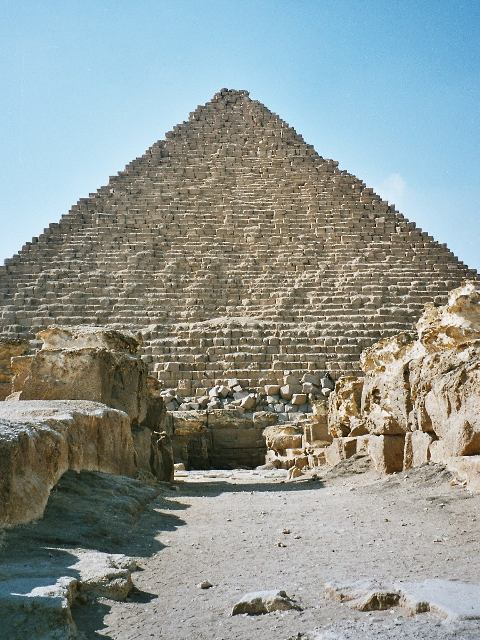
هرم منکورع در جیزه
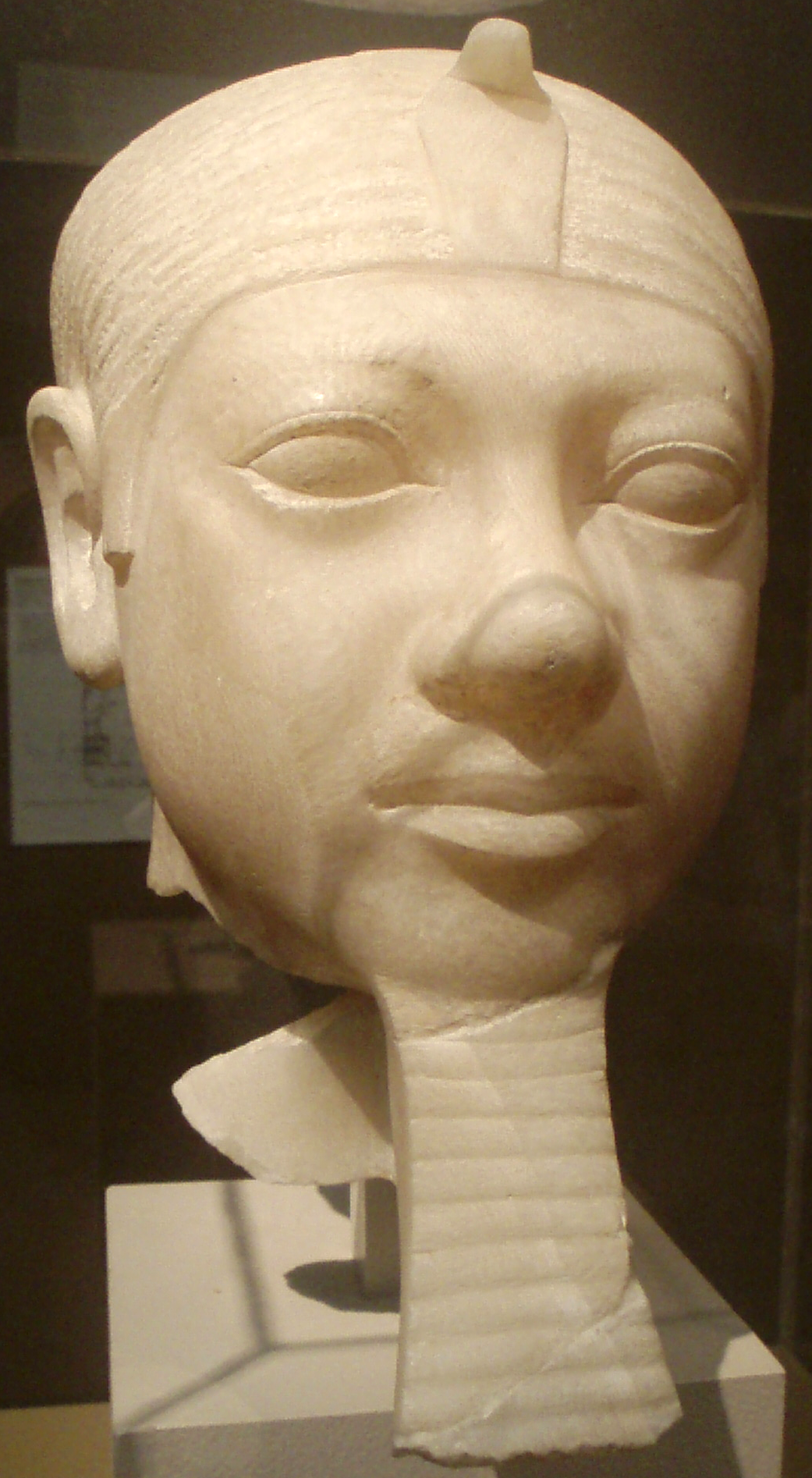
سر تندیسی از منکورع، موزه هنرهای زیبای بوستون